# Notre-Dame-des-Neiges
Notre-Dame-des-Neiges es un municipio canadiense situado en la provincia de Quebec.

## Superficie
Notre-Dame-des-Neiges tiene una superficie de 94,44 km².

## Demografía
En 2021, tenía 1194 habitantes, una densidad poblacional de 12,6 hab./km², y 815 viviendas.